# Карлсберг (Пфальц)
Ка́рлсберг (нем. Carlsberg, пфальц. Calsbersch) — община в Германии, в земле Рейнланд-Пфальц.
Входит в состав района Бад-Дюркхайм. Подчиняется управлению Хеттенлайдельхайм. Население составляет 3526 человек (на 31 декабря 2010 года). Занимает площадь 7,03 км².
Коммуна подразделяется на два сельских округа.

## История
Первое документальное упоминание о коммуне относится к 1754 году.